# Murex (nom vernaculaire)
Pour les articles homonymes, voir Murex.
Taxons concernés
- Famille :
  - Muricidae
- Espèces : 
  - Voir textemodifier

Le nom vernaculaire murex a été directement emprunté au mot latin murex qui, dans l'Antiquité, désignait les mollusques gastéropodes dont on extrayait la pourpre. Ultérieurement, ce terme a été officialisé par Carl von Linné pour nommer, en 1758, un genre (Murex) correspondant à ce type d'animaux. D'une manière plus générale, la classification ayant évolué depuis lors, ce mot fait collectivement référence aujourd'hui à de nombreuses espèces de la famille des Muricidae.

## Les espèces de l'Antiquité

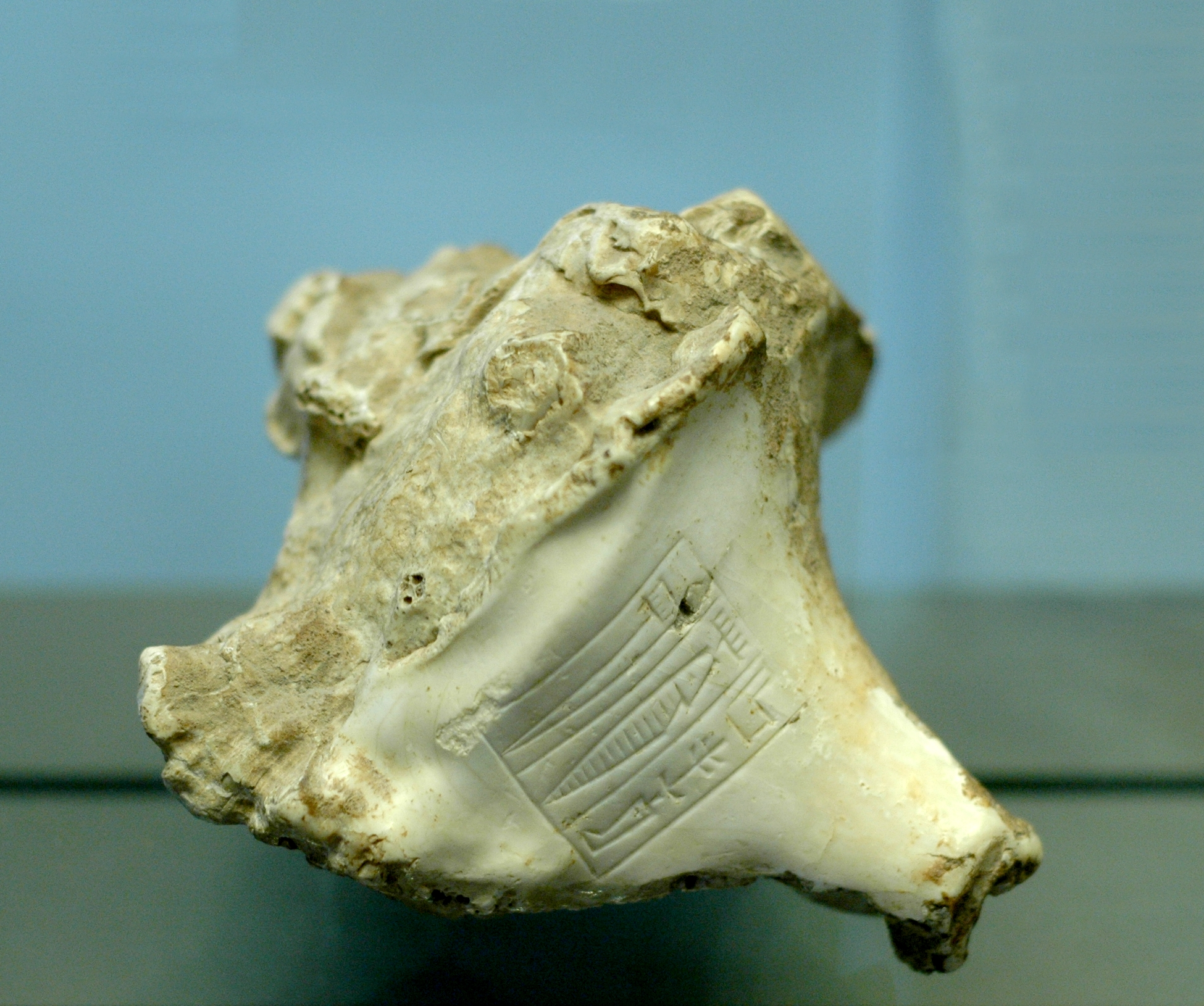
Coquille de Murex portant le nom de Rimush, « roi de Kish », c. 2270, musée du Louvre.

Dans l'Antiquité, le terme désignait au moins les deux espèces massivement récoltées pour l'extraction de la pourpre. L'exploitation a concerné pratiquement tout le pourtour méditerranéen. Elle fut si intensive qu'elle a parfois pu conduire localement à la quasi-extinction des espèces concernées.
Les deux espèces en question ont été simultanément décrites en 1758 par Linné sous le nom de genre Murex. Ce genre a depuis lors été démembré, et les deux murex historiques se retrouvent aujourd'hui dans des genres différents.
- Bolinus brandaris, ou « murex droite épine »
- Hexaplex trunculus, ou « rocher fascié »

Utilisé sans épithète, le terme « murex » fait généralement référence indifféremment à l'une ou l'autre espèce.

## Le genreMurex

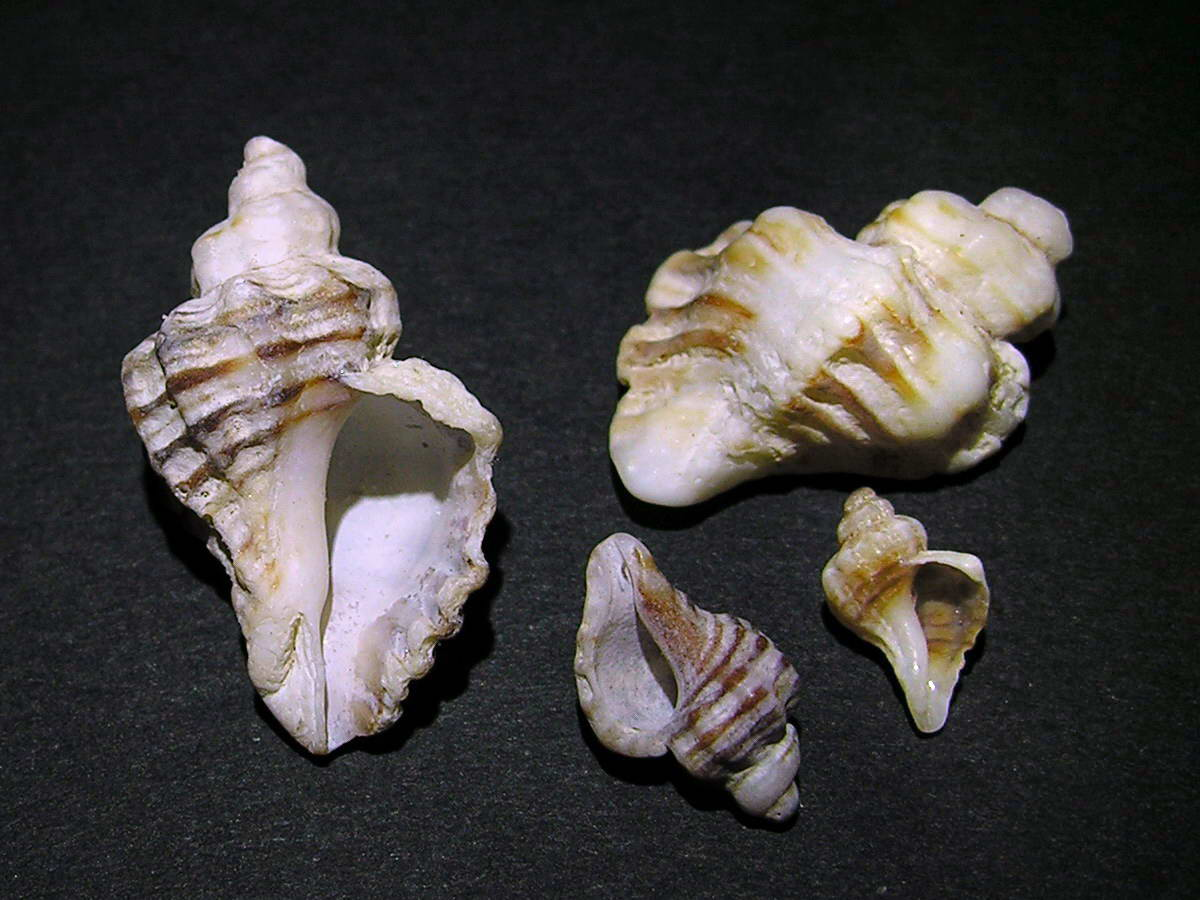
Ocenebra erinacea

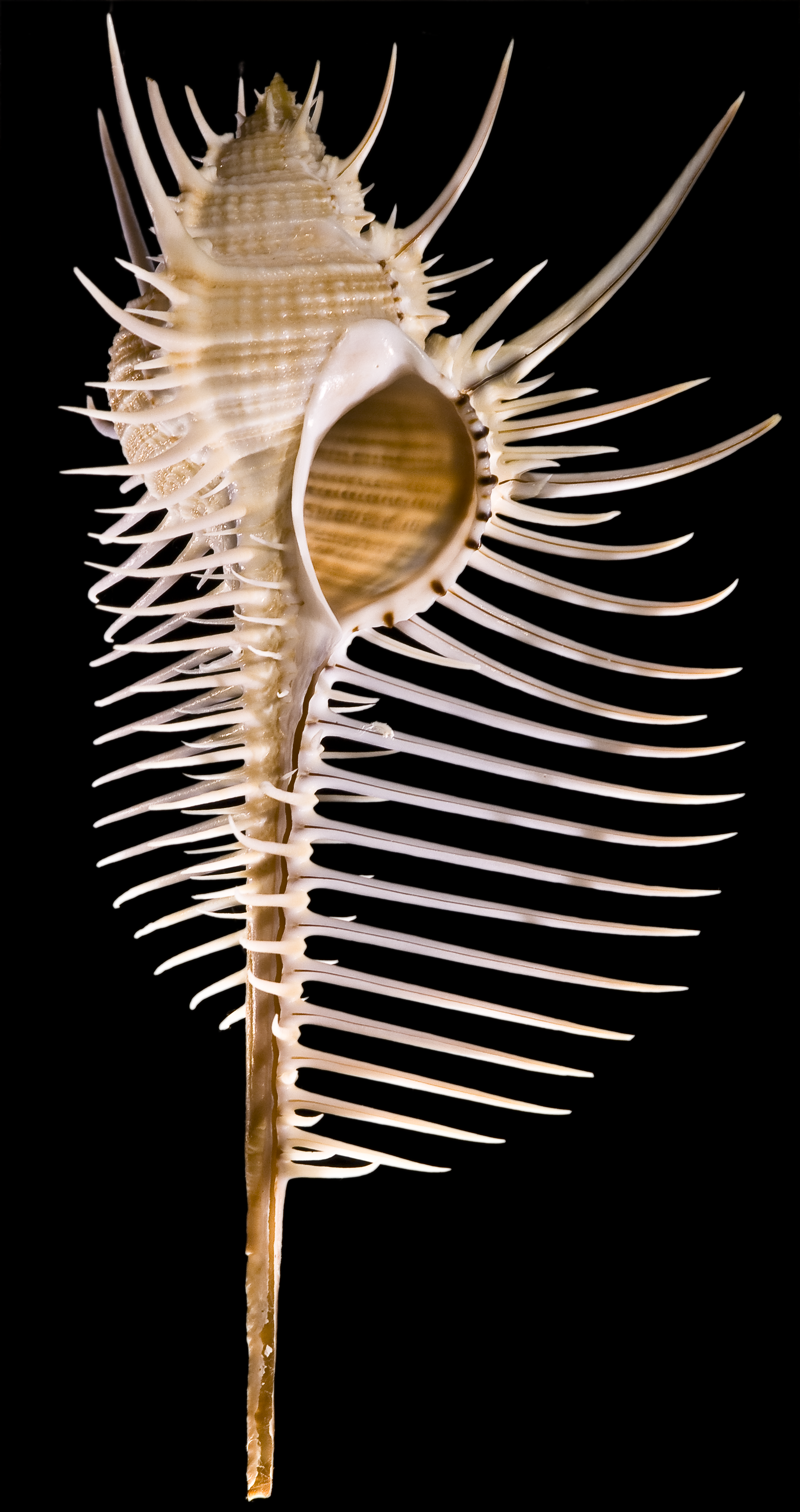
Murex pecten

Au XVIIIe siècle, Linné a rangé dans le genre Murex bon nombre d'espèces de gastéropodes dont l'ouverture de la coquille présente un canal siphonal et à mœurs prédatrices. Pendant longtemps, mais surtout au cours du XIXe siècle, ce nom a été très utilisé par les malacologistes pour décrire de nouvelles espèces de ce groupe, ou en renommer d'anciennes.
Cet usage explique sans doute que, de nos jours, le terme « murex » dans son sens vernaculaire s'applique peu ou prou à l'ensemble des représentants de la famille des muricidés, même si le genre Murex lui-même, tel qu'il était entendu par Linné et ses successeurs, est aujourd'hui scindé en de nombreux genres. Dans son acception actuelle, il ne comporte plus qu'une douzaine d'espèces, dont le célèbre et spectaculaire « peigne de Vénus », mais paradoxalement aucun des deux coquillages à pourpre de l'Antiquité. On trouvera dans cette origine l'explication du fait — à première vue étonnant —, que des coquillages aussi dissemblables que le « rocher hérisson » (Ocenebra erinacea) ou le « peigne de Vénus » (Murex pecten) reçoivent l'un comme l'autre l'appellation « murex ».
Il existe toutefois quelques exceptions à la règle selon laquelle le nom vernaculaire « murex » s'appliquerait à l'ensemble de la famille des muricidés. Les représentants du genre Nucella (dont Nucella lapillus, le bigorneau perceur le plus commun des côtes européennes), par exemple, sont nommés « pourpres », et jamais « murex ». De même, Stramonita haemastoma, une troisième espèce de muricidé dont on extrayait régulièrement la pourpre, est plutôt appelée « pourpre » elle aussi.

## Autres noms vernaculaires
Le terme « rocher » est donné comme pratiquement équivalent de « murex ». Ainsi, Bolinus brandaris est-il parfois nommé « murex droite épine », mais aussi « rocher massue ». L'autre murex à pourpre de l'Antiquité, Hexaplex trunculus, est le plus souvent nommé « rocher fascié ». Cette équivalence est par exemple « officialisée » par la DGCCRF (ministère de l'Économie).
Il existe par ailleurs un grand nombre d'appellations locales spécifiques : « biòu clavelan » dans la région de Toulon pour Bolinus brandaris, « cormaillot » sur le littoral atlantique pour Ocenebra erinacea, etc. Aucune n'a de vocation vraiment générale.